# Hydrogenophaga palleronii
Hydrogenophaga palleronii es una bacteria gramnegativa del género Hydrogenophaga. Fue descrita en el año 1989. Su etimología hace referencia al microbiólogo N. J. Palleroni. Anteriormente conocida como Pseudomonas palleronii. Es aerobia y móvil por flagelo polar. Tiene un tamaño de 0,3-0,6 μm de ancho por 0,6-5,5 μm de largo. Catalasa y oxidasa positivas. Forma colonias de color amarillento. Se ha aislado de aguas. 